# Amon Lhaw
Amon Lhaw (Nederlands: Heuvel van het Oor) is een fictieve heuvel uit In de ban van de ring van J.R.R. Tolkien.
De heuvel is gelegen aan de oostelijke oever van het meer Nen Hithoel en de Watervallen van Rauros.
Net als bij zijn beroemdere tegenhanger Amon Hen (aan de westoever van Nen Hithoel), staat er op de top van de heuvel een door de Gondorianen gebouwde zetel. Echter waar de gezetene op de top van Amon Hen desgewenst elke plek in Midden-aarde kan aanschouwen, kan de gezetene op Amon Lhaw elk geluid in Midden-aarde horen.